# Thaumastoderma clandestinum
Thaumastoderma clandestinum är en djurart som tillhör fylumet bukhårsdjur, och som beskrevs av Chang, Kubota och Shirayana 2002. Thaumastoderma clandestinum ingår i släktet Thaumastoderma och familjen Thaumastodermatidae. Inga underarter finns listade i Catalogue of Life.